# Vladislau II da Polónia

Escudo do Brasão de Armas da Silésia.

Brasão de armas da Dinastia Piast

Vladislav II da Polónia "o desterrado" (em polonês/polaco: Władysław II Wygnaniec; Cracóvia, 1105 - Altemburgo 30 de maio de 1159) foi o Grão-Duque da Polónia entre 1138 e 1146. 

## Biografia
Com a morte de seu pai, Boleslau III da Polónia  "O boca torcida", Vladislau II, como filho mais velho, tornou-se Grão-Duque da Polónia. Controlava as províncias ducais de Cracóvia e Gniezno e suas províncias hereditários de Silésia.
Boleslau III faleceu em 28 de outubro de 1138. Seu testamento, escrito alguns anos antes e inspirado em costumes de Quieve, marca o início do desmembramento territorial da Polónia. Ele dividiu o seu território entre os seus filho, cada um recebendo um ducado hereditário:
Ladislau II recebe o ducado da Silésia, com Cracóvia como capital; Boleslau IV da Silésia recebe a Mazóvia e Cujávia, tendo Płock como capital; Miecislau I da Silésia recebe a Mazóvia, com Posnânia como a capital; e Henrique recebeu o Ducado de Sandomierz, com Sandomierz como sua capital.
Dos restantes representantes masculinos da Dinastia Piast, Vladislau II, torna-se o princeps, e, como tal, também governa um território, ficando com a Pequena Polônia, tendo Cracóvia como sua capital. A da Grande Polónia com Gniezno e Kalisz, a Pomerânia Ocidental, a Pomerânia Oriental com a região de Łęczyca e Sieradz, que recebe após a morte de Salomé, segunda esposa do pai. É ele quem decide em última instância em matéria de política externa, celebrar tratados, declarar guerra, tem o direito de posse, é o juiz supremo e supremo. Casimiro II da Polónia, "o Justo", que não nasceu depois do pai ter feito o testamento, não recebe nada.

## Relações familiares
Foi filho de Boleslau III da Polónia "O boca torcida", duque da Polónia, e Zbislava de Quieve, filha de Esvetopolco II de Quieve.
Vladislau II casou em 1125 com Inês de Áustria (1111 - 1157), filha de Leopoldo III da Áustria e de Inês de França, filha do Imperador Henrique IV, Sacro Imperador Romano-Germânico, de quem teve:
1. Boleslau I da Silésia "o Alto" Duque da Silésia (1127 —  8 de Dezembro de 1201) casou com Adelaide de Sulzbach;
2. Riquilda da Polônia (1140 — 16 de junho de 1185) casada por duas vezes, a primeira com Afonso VII de Leão e Castela[3][4] e a segunda com Raimundo Berengário III da Provença;
3. Miecislau I da Silésia, duque de Oppeln casou com Ludmila;
4. Conrado, o Perna Finas, (entre 1146 e 1157 - 17 de janeiro 1190) duque de Głogów desde 1177 até sua morte;
5. Alberto da Polónia (1156 - 1168 ou 1178).